# Robert Sewell
Robert Sewell (* 1845; † 1925) war ein Beamter im kolonialen Indien. Er ist Autor des Buches A Forgotten Empire (Vijayanagar): A Contribution to the History of India. Sein Arbeitsschwerpunkt lag auf der Erforschung der Geschichte von Vijayanagar, eines von 1336/46 bis 1565 bestehenden hinduistischen Königreiches in Südindien, insbesondere des Falls von Hampi, der Hauptstadt dieses Reiches.
Sewell übersetzte auch The Vijayanagar Empire as seen by Domingo Paes and Fernao Nuniz, Augenzeugenberichten über das Reich Vijayanagar von portugiesischen Indienreisenden aus dem 16. Jahrhundert.